# Премия имени Л. В. Канторовича
Премия имени Л. В. Канторовича — премия, присуждаемая с 1996 года Российской академией наук. Присуждается Отделением экономики за выдающиеся работы в области экономико-математических моделей и методов.

Премия названа в честь советского математика и экономиста, пионера и одного из создателей линейного программирования Л. В. Канторовича.

## Лауреаты премии
- 1996 — академик В. Л. Макаров —за цикл работ по экономической динамике и теории нововведений
- 1999 — академик В. М. Полтерович — за цикл работ по теории экономического равновесия и её приложениям к проблемам переходной экономики
- 2002 — доктор физико-математических В. И. Данилов — за цикл работ «Теория экономического равновесия» 1990—2001 гг.
- 2005 — доктор физико-математических наук В. А. Васильев — за цикл опубликованных в 1995—2001 годах работ по исследованию ядер и равновесий для некоторых видов неклассических рынков
- 2008 — академик А. Г. Гранберг, член-корреспондент РАН В. И. Суслов и доктор экономических наук С. А. Суспицын — за цикл экономико-математических исследований многорегиональных систем
- 2011 — академик И. И. Ерёмин — за серию работ «Теория двойственности и фейеровские нестационарные процессы в задачах математического программирования и математической экономики»
- 2014 — доктор физико-математических наук Е. Б. Яновская — за цикл работ «Кооперативный подход к задачам агрегирования и распределения»
- 2017 — доктор физико-математических наук С. А. Айвазян — за монографию «Анализ качества и образа жизни населения. Эконометрический подход»
- 2020 — академик В. Л. Макаров (повторно), член-корреспондент РАН А. Р. Бахтизин и кандидат экономических наук Е. Д. Сушко — за цикл научных работ «Суперкомпьютерные технологии в общественных науках»[1]